# HCi Burnie International II 2024 - Doppio maschile
Il doppio maschile del torneo di tennis professionistico HCi Burnie International II 2024, facente parte della categoria Challenger 75 nell'ambito dell'ATP Challenger Tour 2024, si è giocato dal 5 all'11 febbraio a Burnie, in Australia. Tra le coppie partecipanti erano presenti Alex Bolt e Luke Saville, i detentori del titolo ma sono stati eliminati in semifinale.
In finale Benjamin Lock e Yuta Shimizu hanno sconfitto Blake Bayldon e Kody Pearson con il punteggio di 6–4, 7–6(4).

## Teste di serie
1. Blake Ellis /  Calum Puttergill (semifinale)
2. Alex Bolt /  Luke Saville (semifinale)

1. Matthew Romios /  Brandon Walkin (quarti di finale)
2. Benjamin Lock /  Yuta Shimizu (campioni)

## Ranking protetto
1. Masamichi Imamura /  Naoki Tajima (primo turno)

## Alternate
1. Jayden Court /  Andre Ilagan (quarti di finale)

1. Shintaro Imai /  Hiroki Moriya (quarti di finale)

## Tabellone

### Legenda
| - Q = Qualificato - WC = Wild card - LL = Lucky loser | - ALT = Alternate - SE = Special Exempt - PR = Protected Ranking | - w/o = Walkover - r = Ritirato - d = Squalificato |

|  | Primo turno | Primo turno             | Primo turno             | Primo turno | Primo turno |  |  | Quarti di finale | Quarti di finale     | Quarti di finale     | Quarti di finale | Quarti di finale |    |   | Semifinali | Semifinali                 | Semifinali                 | Semifinali                 | Semifinali                 |   |    | Finale | Finale | Finale | Finale | Finale |  |
|  |             |                         |                         |             |             |  |  |                  |                      |                      |                  |                  |    |   |            |                            |                            |                            |                            |   |    |        |        |        |        |        |  |
|  | 1           | B Ellis C Puttergill    | B Ellis C Puttergill    | 7           | 6           |  |  |                  |                      |                      |                  |                  |    |   |            |                            |                            |                            |                            |   |    |        |        |        |        |        |  |
|  | PR          | M Imamura NTajima       | M Imamura NTajima       | 5           | 2           |  |  | 1                | B Ellis C Puttergill | B Ellis C Puttergill | 6                | 6                |    |   |            |                            |                            |                            |                            |   |    |        |        |        |        |        |  |
|  |             | T Ichikawa S Watanabe   | 6                       | 3           | [8]         |  |  | Alt              | S Imai H Moriya      | S Imai H Moriya      | 1                | 1                |    |   |            |                            |                            |                            |                            |   |    |        |        |        |        |        |  |
|  | Alt         | S Imai H Moriya         | 3                       | 6           | [10]        |  |  |                  |                      |                      |                  |                  |    |   | 1          | B Ellis C Puttergill       | B Ellis C Puttergill       | 6                          | 2                          |   |    |        |        |        |        |        |  |
|  | 4           | B Lock Y Shimizu        | B Lock Y Shimizu        | 6           | 6           |  |  |                  |                      | 4                    | B Lock Y Shimizu | B Lock Y Shimizu | 78 | 6 |            |                            |                            |                            |                            |   |    |        |        |        |        |        |  |
|  |             | M Chazal M Haliak       | M Chazal M Haliak       | 3           | 1           |  |  | 4                | B Lock Y Shimizu     | B Lock Y Shimizu     | 6                | 6                |    |   |            |                            |                            |                            |                            |   |    |        |        |        |        |        |  |
|  |             | S Sakellaridis A Taylor | S Sakellaridis A Taylor | 64          | 6           |  |  |                  | J Bradshaw M Harper  | J Bradshaw M Harper  | 4                | 2                |    |   |            |                            |                            |                            |                            |   |    |        |        |        |        |        |  |
|  |             | J Bradshaw M Harper     | J Bradshaw M Harper     | 7           | 78          |  |  |                  |                      |                      |                  |                  |    |   | 4          | Benjamin Lock Yuta Shimizu | Benjamin Lock Yuta Shimizu | 6                          | 7                          |   |    |        |        |        |        |        |  |
|  |             | B Bayldon K Pearson     | 3                       | 79          | [10]        |  |  |                  |                      |                      |                  |                  |    |   |            |                            |                            | Blake Bayldon Kody Pearson | Blake Bayldon Kody Pearson | 4 | 64 |        |        |        |        |        |  |
|  |             | Ja Delaney Je Delaney   | 6                       | 67          | [5]         |  |  |                  | B Bayldon K Pearson  | B Bayldon K Pearson  | 6                | 7                |    |   |            |                            |                            |                            |                            |   |    |        |        |        |        |        |  |
|  |             | C Gaal P Marinkov       | 6                       | 3           | [9]         |  |  | 3                | MC Romios B Walkin   | MC Romios B Walkin   | 3                | 5                |    |   |            |                            |                            |                            |                            |   |    |        |        |        |        |        |  |
|  | 3           | MC Romios B Walkin      | 3                       | 6           | [11]        |  |  |                  |                      |                      |                  |                  |    |   |            | B Bayldon K Pearson        | B Bayldon K Pearson        | 6                          | 6                          |   |    |        |        |        |        |        |  |
|  | Alt         | J Court A Ilagan        | 6                       | 65          | [10]        |  |  |                  |                      | 2                    | A Bolt L Saville | A Bolt L Saville | 1  | 4 |            |                            |                            |                            |                            |   |    |        |        |        |        |        |  |
|  |             | P Harper M Hulme        | 3                       | 7           | [5]         |  |  | Alt              | J Court A Ilagan     | J Court A Ilagan     | 3                | 5                |    |   |            |                            |                            |                            |                            |   |    |        |        |        |        |        |  |
|  |             | Y Mochizuki M Ochi      | Y Mochizuki M Ochi      | 3           | 1           |  |  | 2                | A Bolt L Saville     | A Bolt L Saville     | 6                | 7                |    |   |            |                            |                            |                            |                            |   |    |        |        |        |        |        |  |
|  | 2           | A Bolt L Saville        | A Bolt L Saville        | 6           | 6           |  |  |                  |                      |                      |                  |                  |    |   |            |                            |                            |                            |                            |   |    |        |        |        |        |        |  |